# Bataille de la cote 70
Première Guerre mondiale
Batailles
Front d'Europe de l’Ouest
- Liège (8-1914)
- Namur (8-1914)
- Frontières (8-1914)
- Anvers (9-1914)
- Grande Retraite (9-1914)
- Marne (9-1914)
- Course à la mer (9-1914)
- Yser (10-1914)
- Messines (10-1914)
- Ypres (10-1914)
- Givenchy (12-1914)
- 1re Champagne (12-1914)
- Hartmannswillerkopf (1-1915)
- Neuve-Chapelle (3-1915)
- 2e Ypres (4-1915)
- Colline 60 (4-1915)
- Artois (5-1915)
- Festubert (5-1915)
- Quennevières (6-1915)
- Linge (7-1915)
- 2e Artois (9-1915)
- 2e Champagne (9-1915)
- Loos (9-1915)
- Verdun (2-1916)
- Redoute Hohenzollern (3-1916)
- Hulluch (4-1916)
- 1re Somme (7-1916)
- Fromelles (7-1916)
- Arras (4-1917)
- Vimy (4-1917)
- Chemin des Dames (4-1917)
- 3e Champagne (4-1917)
- 2e Messines (6-1917)
- Passchendaele (7-1917)
- Cote 70 (8-1917)
- 2e Verdun (8-1917)
- Malmaison (10-1917)
- Cambrai (11-1917)
- Bombardements de Paris (1-1918)
- Offensive du Printemps (3-1918)
- Lys (4-1918)
- Aisne (5-1918)
- Bois Belleau (6-1918)
- 2e Marne (7-1918)
- 4e Champagne (7-1918)
- Château-Thierry (7-1918)
- Le Hamel (7-1918)
- Amiens (8-1918)
- Cent-Jours (8-1918)
- 2e Somme (9-1918)
- Bataille de la ligne Hindenburg
- Meuse-Argonne (10-1918)
- Cambrai (10-1918)

Front italien
Front d'Europe de l’Est
Front des Balkans
Front du Moyen-Orient
Front africain
Bataille de l'Atlantique
La bataille de la cote 70 est une bataille de la Première Guerre mondiale qui oppose le 1er corps britannique (6e et 46e divisions) et le corps canadien commandé par le général Arthur Currie à 5 divisions de la VIe armée allemande. Cette bataille se déroule à proximité de la ville de Lens dans le Pas-de-Calais en France, du 15 au 25 août 1917.
L'objectif principal de cette bataille pour les troupes alliées n'est pas d'obtenir des gains territoriaux mais de fixer un maximum de troupes allemandes, leur infligeant le plus possible de pertes pour les détourner de la bataille de Passchendaele. Le Corps canadien effectue une opération à objectif limité et parvient à occuper rapidement la colline 70, il établit des positions défensives et repousse les contre-attaques allemandes. Une nouvelle tentative canadienne pour s'emparer de Lens échoue avec des pertes sévères. Lens reste sous le contrôle allemand.
Au cours de cette bataille, les belligérants emploient les gaz toxiques en grande quantité, les Allemands utilisent leur nouvel obus à croix jaune contenant un agent vésicant soufré qui sera appelé par la suite le gaz moutarde ou ypérite. Finalement, les objectifs du Corps canadien ne sont que partiellement atteints : ils ont réussi à empêcher le transfert de formations allemandes ou de matériel vers Ypres, mais ils n'ont pas pu attirer de renforts supplémentaires allemands sur le lieu de la bataille.

## Contexte historique
La ville de Lens tombe sous le contrôle allemand en octobre 1914 lors de la course à la mer. Les Allemands occupent également les hauteurs de la colline 70 au nord de la ville, et la colline de Sallaumines au sud-est. Ces deux hauteurs permettent d'observer les zones alentour et de contrôler la ville de Lens elle-même. La colline 70 est une étendue sans arbres qui en septembre 1915 est déjà attaquée par les Britanniques lors de la bataille de Loos mais ces derniers ne peuvent se maintenir.
Le général Henry Horne, commandant de la 1re armée britannique, fait relever le 1er corps d'armée britannique par le corps d'armée canadien le 10 juillet 1917 et ordonne la capture de la ville de Lens pour la fin du mois. L'opération a pour but d'engager un maximum d'unités allemandes pour les empêcher de rejoindre et renforcer le secteur d'Ypres où se déroule la bataille de Passchendaele.
Le mois précédent, le commandement du Corps canadien change. Son commandant Julian Byng est promu général et remplace le général Edmund Allenby à la tête de la 3e armée britannique. Arthur Currie, le commandant de la 1re Division canadienne est promu au grade de lieutenant-général et prend le commandement du Corps canadien.

## Plan tactique

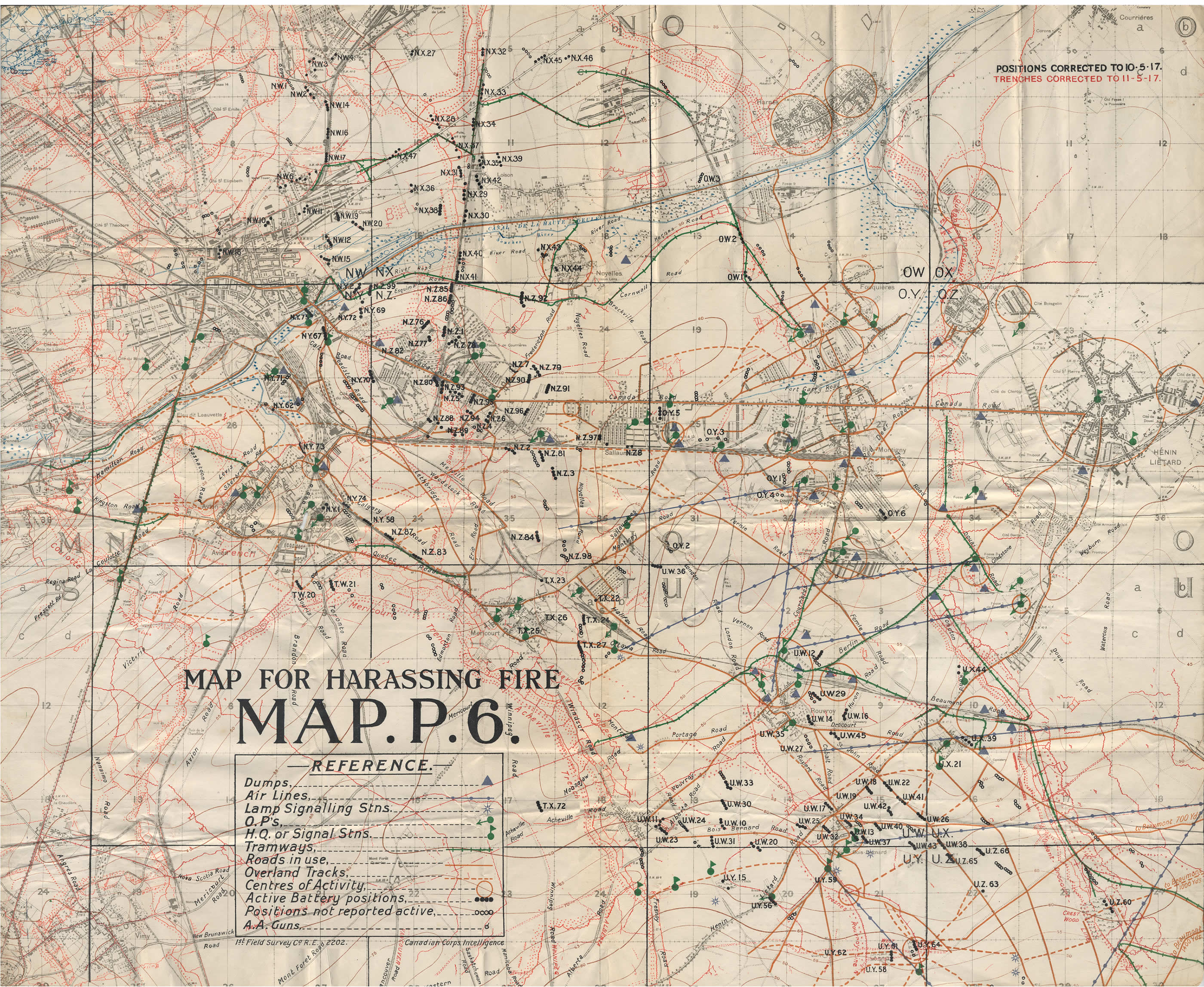
Carte d'artillerie de la région de Lens, avec les zones de tirs de harcèlement

Après avoir étudié le terrain, Currie estime que la prise de la cote 70 ou de la colline de Sallaumines est tactiquement plus important que le contrôle de la ville de Lens. Il montre que si les Canadiens parviennent à conquérir Lens, les Allemands, maîtres des hauteurs environnantes leur causeront de fortes pertes et pourront reprendre la ville selon leur bon vouloir. Lors d'une conférence des commandants de corps d'armée, le général Currie persuade le général Henry Horne de faire de la cote 70 l'objectif principal de cette offensive limitée et non la ville de Lens. En effet le contrôle de la cote 70 permet d'obtenir une excellente vue des lignes allemandes, en préparation de futures offensives.
Currie pense de plus que si la cote 70 est capturée, les Allemands tenteront de contre-attaquer pour récupérer ce point d'observation. De plus il considère que la position nouvellement capturée permettrait de diriger les tirs d'artillerie très efficacement contre toutes les contre-attaques allemandes. Le plan mis en place est une conquête rapide de la cote 70, l'établissement de positions défensives et l'utilisation d'une combinaison d'armes légères et d'artillerie pour repousser les contre-attaques prévues et infliger le plus de pertes possibles à l'ennemi.
Afin de tromper les Allemands sur le lieu de l'attaque, des opérations mineures sont réalisées dans le but de les convaincre d'une prochaine attaque de la 1re armée britannique au sud du canal de La Bassée. Dans le cadre de ces opérations mineures, la 9e brigade canadienne attaque des unités de la 36e division allemande de réserve à la tranchée de Méricourt et dans le même temps la 1re armée britannique réalise des attaques au gaz au nord de Loos-en-Gohelle à la fin de juillet.
Le mauvais temps entraîne le report de l'attaque de la cote 70 de fin juillet 1917 jusque vers la mi-août. En attendant, les troupes spéciales des Royal Engineers harcèlent les troupes allemandes en tirant un total de 3 500 barils de gaz et 900 obus de gaz le 15 août. L'artillerie neutralise 40 sur les 102 batteries ennemies estimées dans la région à l'heure de l'attaque, en partie avec la technique de feu prévue pour la première fois, en utilisant des points de référence et des fusils calibrés, ce qui a grandement amélioré la précision des tirs d'artillerie. Les troupes canadiennes sont régulièrement envoyées en arrière du front pour répéter l'assaut. Ces actions préliminaires à une attaque ne passent pas inaperçues pour les Allemands, rendant impossible la dissimulation des intentions générales de la 1re armée ou le moment de l'attaque. Pour tenter de les leurrer sur la date et le lieu de l'assaut, des exercices avec des chars factices sont réalisés par le 1er corps d'armée le 14 août 1917 à l'ouest de Lens.

## La bataille

### Forces en présence
Le lieutenant-général Arthur Currie, commandant du corps canadien dispose de trois divisions d'attaque, d'une division de réserve et d'unités de soutien.
Le général Otto von Below, commandant de la VIe armée allemande, est responsable de la zone située entre Lille et Cambrai comportant la cote 70, Loos. Il dispose de la 7e division d'infanterie, de la 4e division de la Garde, de la 185e divisions d'infanterie, de la 11e division de réserve et de la 220e division d'infanterie.

### Assaut de lacote 70

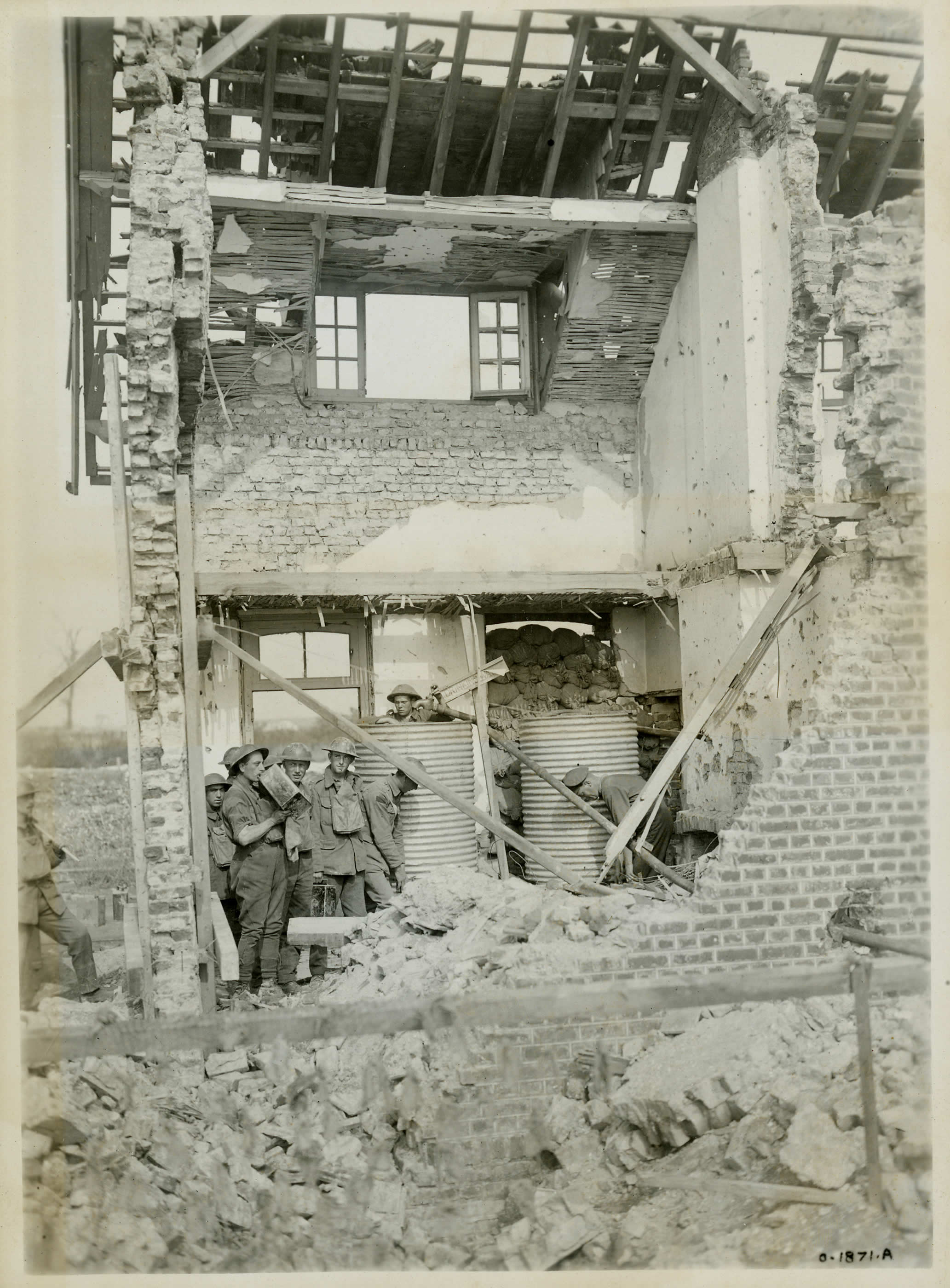
Une maison en ruine à l'ouest de Lens, utilisée comme abri pour les réservoirs d'eau

Arthur Currie décide d'employer les 1re et 2e divisions canadiennes pour attaquer la cote 70 sur un front de 4 000 yards (3 700 mètres). Leur objectif est de capturer les positions défensives ennemies principales sur le versant oriental de la cote 70. Les objectifs sont délimités en profondeur par trois lignes. Dans un premier temps, les troupes d'assaut doivent capturer d'abord les tranchées de première ligne, puis la seconde position allemande sur la crête de la colline au cours de la deuxième étape, et pour finir la troisième ligne allemande sur le côté inverse de la pente à 1 500 yards (1 400 mètres) de la position de départ. La 3e brigade d'infanterie de la 1re  Division canadienne attaque au nord de la Colline 70, tandis que la 2e brigade d'infanterie canadienne attaque le sommet lui-même. Les 4e et 5e brigades de la 2e division d'infanterie canadienne attaquent les décombres des villes de Saint-Édouard, Saint-Laurent et Saint-Émile directement au sud de la cote 70.
L'attaque débute à l'aube du 15 août 1917 à 4 h 25. Les sections spéciales des Royal Engineers tirent des fûts de mazout dans la banlieue de Sainte-Élisabeth et sur d'autres cibles sélectionnées pour mettre en place un écran de fumée et compléter le barrage d'artillerie roulant. L'artillerie de position divisionnaire exécute un barrage roulant directement devant les troupes d'assaut, des obusiers bombardent les positions allemandes 400 mètres avant le barrage roulant, et les obusiers lourds bombardent sur les points fortifiés allemands connus. Des observateurs avancés, officiers d'artillerie, se déplacent avec l'infanterie, et des avions d'observation survolent le front et envoient 240 appels radio pour le réglages des tirs d'artillerie. La veille, les Allemands ont déplacé leurs réserves en prévision de l'attaque canadienne. Le rassemblement des troupes canadiennes est détecté par les Allemands à 3 h du matin. Trois minutes avant l'attaque, l'artillerie allemande entame un barrage défensif sur des points dispersés du front.
Les postes avancés des 7e division et 11e division de réserve allemandes sont débordés. Vingt minutes après le début de l'attaque, les deux divisions canadiennes atteignent leur premier objectif. À 6 h, la 2e brigade d'infanterie canadienne, chargée de s'emparer du sommet de la colline, atteint les objectifs de deuxième ligne tandis que des unités des trois autres brigades ont déjà atteint leur objectif final. Cependant, seules les compagnies situées sur les ailes de la brigade peuvent atteindre leurs objectifs. Le reste des deux bataillons est forcé de battre en retraite jusqu'à mi-pente et doit consolider ses positions sur la ligne d'objectifs intermédiaires.
Sur le flanc droit de la 2e division canadienne, la 12e brigade d'infanterie de la 4e division canadienne effectue une opération de diversion qui réussit à attirer des tirs de représailles allemands loin de l'opération principale. Quatre heures plus tard, la 11e brigade d'infanterie de la 4e division canadienne tente d'exploiter l'affaiblissement des forces allemandes par de fortes patrouilles en direction du centre de Lens. Les Allemands contre-attaquent localement les avant-gardes de la 4e division canadienne et les repoussent à la périphérie de la ville.

### Premières contre-attaques

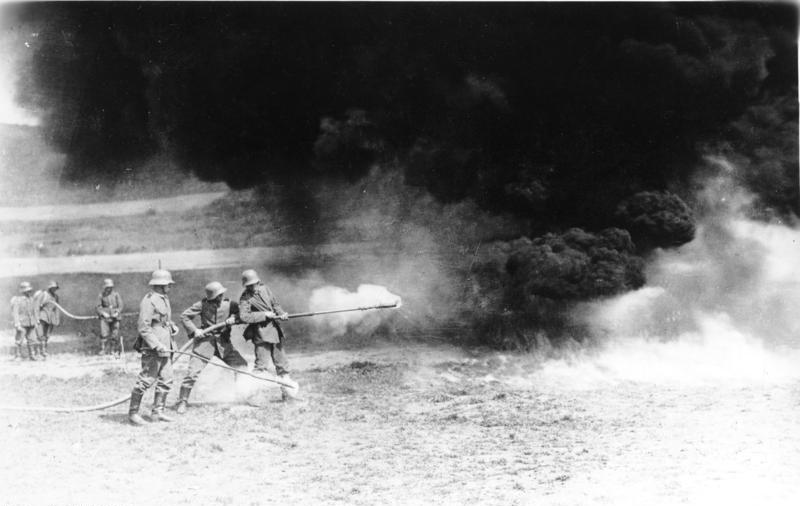
sections allemandes de lance-flammes

En prévision de contre-attaques allemandes, les 1re et 2e divisions canadiennes commencent à renforcer et construire des points forts immédiatement après la capture de la première ligne. Deux heures après le début de la bataille, les Allemands commencent à utiliser les réserves présentes pour monter des contre-attaques locales. Entre 7 h et 9 h du matin le 15 août, les Allemands exécutent quatre attaques locales contre les positions canadiennes. Chaque attaque est repoussée grâce au travail des observateurs d'artillerie situés aux premières lignes qui dirigent précisément le barrage sur les positions allemandes. Dans au moins un cas, la contre-attaque est repoussée seulement après un engagement au corps à corps.
Les Allemands font rapidement monter en ligne sept bataillons supplémentaires issus de la 4e division de la Garde et de la 185e division d'infanterie pour renforcer les huit bataillons de ligne déjà en première ligne. Au cours des trois jours suivants, les Allemands exécutent au moins 21 contre-attaques contre les positions canadiennes. Une de ces attaques frontales contre la 2e brigade d'infanterie canadienne dans l'après-midi du 15 échoue finalement. Une attaque allemande contre la 4e brigade d'infanterie canadienne parvient à reprendre la tranchée Chicorée mais est repoussée plus tard, le même après-midi.

### Prise de lacolline 70et contre-attaques
La matinée du 16 août 1917 est relativement calme ; seules sont à noter quelques tentatives d'infiltration des lignes canadiennes par de petits groupes d'Allemands. La 2e brigade canadienne, après avoir échoué à capturer la totalité des objectifs de la journée précédente, capture le reste de sa ligne d'objectif l'après-midi du 16. L'assaut dure un peu plus d'une heure, les troupes ensuite sont forcées de se défendre contre une série de contre-attaques allemandes durant une dizaine de jours.
Le 17 août, les 4e et 11e brigades d'infanterie canadiennes tentent de réduire un saillant allemand entre les villes de Sainte-Élisabeth et de Lens mais échouent. De leur côté, les Allemands continuent les contre-attaques sur la colline. Le commandement allemand se rend compte que l'artillerie canadienne et britannique doit être neutralisée avant toute contre-attaque pour espérer la voir couronnée de succès.
Les Allemands entament une série de contre-attaques contre une carrière de craie contrôlée par les Canadiens à proximité du village de Saint-Auguste ; ils tentent également d'épuiser les ressources d'artillerie canadiennes en lançant de fausses contre-attaques ou en provoquant l'infanterie canadienne pour l'obliger à demander des tirs d'artillerie inutiles. Pour récupérer la colline 70, les Allemands utilisent en grande quantité des gaz toxiques. Entre 15 000 et 20 000 obus croix jaune contenant de l'ypérite sont tirés ainsi qu'un grand nombre d'obus contenant du diphosgène. L'artillerie de campagne et de tranchée des 1re et 2e brigades canadiennes est fortement gazée. Le gaz répandu force les artilleurs à retirer leur masque embué par la vapeur d'eau pour changer de cartouches, entraînant leur contamination. Ces artilleurs deviennent ainsi moins efficaces dans le maintien d'un tir de soutien précis. Les Allemands utilisent les gaz pour soutenir leurs contre-attaques contre la carrière de craie contrôlée par les Canadiens et contre la tranchée de Chicorée toute la journée du 17 août et au début du 18 août. Toutes les tentatives de contre-attaques allemandes contre la carrière de craie échouent. Une seule compagnie du 55e régiment d'infanterie de réserve issu de la 11e division de réserve réussit à percer les défenses canadiennes à la tranchée Chicorée avant d'être repoussée. Les troupes allemandes emploient des lance-flammes et réussissent à pénétrer dans la carrière dans la matinée du 18, avant d'en être chassées.

### Attaque sur Lens
Après la dernière attaque contre la carrière de craie, la ligne de front se stabilise. Durant les deux jours suivant, le Corps canadien consolide ses positions en établissant une nouvelle ligne de défense entre la ligne intermédiaire et la ligne finale à 300 yards (270 m) de la ligne intermédiaire. La 4e division fait avancer ses avant-postes à la périphérie de Lens et étend sa ligne de front vers le nord en y incluant la route de Lens à Béthune. Currie souhaite améliorer les positions du Corps canadien autour de la cote 70, il ordonne une attaque contre les positions allemandes sur un front de 3 000 yards (2 700 mètres) face aux 2e et 4e divisions canadiennes.
L'attaque est programmée pour la matinée du 21 août 1917, la 6e brigade d'infanterie canadienne attaquant à gauche et la 10e brigade à droite du front d'attaque. Elle doit débuter à 4 h 35 mais l'artillerie allemande entame un tir de barrage dès 4 h sur les positions canadiennes. Dans le même temps, des unités de la 4e division de la Garde attaquent le flanc gauche de la 6e brigade d'infanterie canadienne. Les deux forces s'affrontent dans un violent combat à la baïonnette et au corps à corps. Dans le chaos du combat, les troupes avancées de la 6e brigade se retrouvent sans communication avec le centre de commandement de la brigade. Ces communications ne sont pas restaurées du fait du bombardement allemand, ce qui rend impossible la coordination des actions entre les unités d'assaut et l'artillerie.
Les contre-attaques menées par la 4e division de la Garde, renforcée par un bataillon de la 220e division d'infanterie forcent les bataillons de la 6e brigade qui ont atteint la ligne de l'objectif de battre en retraite sur les tranchées de départ. Sur le flanc droit de l'attaque, la situation de la 10e brigade n'est pas meilleure. Elle subit lors du regroupement pour l'attaque un grand nombre de victimes causées par le bombardement préventif allemand, elle est sous le feu des mitrailleuses lors de l'attaque. La brigade n'atteint que partiellement et tard dans la nuit les objectifs indiqués. Un saillant est créé au sein de la ligne de la 4e division canadienne ; dans la soirée du 21 août 1917 une tentative est faite pour corriger la ligne en bombardant par trois côtés les lignes allemands avec un succès mitigé. Une attaque supplémentaire est prévue pour le 22 août, mais elle ne se concrétise pas du fait de mauvaises transmissions des ordres. Une unité de la brigade de réserve est chargée de corriger la ligne de front en attaquant un terril appelé Vert-Crassier et le complexe de la mine à Saint-Louis Fosse. L'attaque est un échec, la majorité des assaillants canadiens sont tués, blessés ou faits prisonniers. Cette position contestée revient en possession des troupes allemandes et le restera jusqu'à la retraite générale allemande vers la fin de la guerre.

### Conséquences

#### Opérations ultérieures
Le reste du mois d'août, le mois de septembre et le début du mois d'octobre sont relativement calmes. Les Canadiens consacrent leur temps à la préparation d'une autre offensive qui n'aura pas lieu, la 1re armée britannique n'ayant pas les ressources suffisantes pour la réaliser. Le Corps canadien est transféré dans le secteur d'Ypres au début du mois d'octobre pour préparer la bataille de novembre de Passchendaele. Peu après les combats, le commandant de la VIe armée allemande, le général Otto von Below est envoyé sur le front italien où il prend le commandement de la XIVe armée austro-allemande. Il est l'instigateur de l'offensive de la bataille de Caporetto en octobre 1917. Le général Ferdinand von Quast prend le commandement de la VIe armée allemande jusqu'à la fin de la guerre. Les Allemands n'ont pas tenté de reconquérir le terrain perdu à Lens, en raison de la violence des combats défensifs à la bataille de Passchendaele nécessitant un maximum de troupes.